# واين (اسم)
واين (بالإنجليزية: Wayne)‏ هو اسم علم شخصي مذكر إنجليزي، معنى الاسم هو سائق العربة، ويعتبر من الأسماء الشعبية في إنجلترا و الولايات المتحدة.

## الشخصيات
- واين روني لاعب كرة قدم إنجليزي
- واين داير مذيع أمريكي
- واين نيوتن ممثل ومغني أمريكي
- واين فونتانا مغني إنجليزي
- واين ألوين ممثل أمريكي
- واين بريدج لاعب كرة قدم إنجليزي
- واين برادي ممثل أمريكي
- واين بلاك لاعب كرة مضرب زيمبابوي
- واين جريتزكي لاعب هوكي جليد كندي
- واين تشابمان لاعب كرة سلة أمريكي
- واين جاكسون موسيقي أمريكي
- واين دوفال ممثل أمريكي
- واين ديفيد سياسي بريطاني
- واين روبسون ممثل كندي
- واين روجرز ممثل ومخرج أمريكي
- واين روتلديج لاعب كرة قدم إنجليزي
- واين سوان سياسي أسترالي
- واين س. بوث صحفي أمريكي
- واين سيلدن جونيور لاعب كرة سلة أمريكي
- واين شورتير موسيقي أمريكي
- واين غاردنر متسابق دراجات نارية أسترالي
- واين غرين صحفي أمريكي
- واين غلاسكو لاعب كرة سلة أمريكي
- واين فيدرمان ممثل أمريكي
- واين فيريرا لاعب كرة مضرب جنوب أفريقي
- واين فراي مجدف أمريكي
- واين كوشران مغني أمريكي
- واين كرامر مخرج وكاتب سيناريو وممثل أمريكي جنوب أفريقي
- واين كرامر مغني وموسيقي أمريكي
- واين كرانتز موسيقي أمريكي
- واين لاي ممثل أمريكي
- واين موريس ممثل أمريكي
- واين مكولوغ ملاكم بريطاني
- واين مارشال مغني جامايكي
- واين مور سباح أمريكي
- واين نايت ممثل أمريكي